# Юнацька збірна Австрії з футболу (U-16)
Юнацька збірна Австрії з футболу (U-16) — національна футбольна збірна Австрії, що складається із гравців віком до 16 років. Керівництво командою здійснює Австрійський футбольний союз. Збірна може брати участь у товариських і регіональних змаганнях.
Формує найближчий кадровий резерв для основної юнацької збірної, команди до 17 років, яка може кваліфікуватися на Юнацький чемпіонат Європи з футболу (U-17). До зміни формату юнацьких чемпіонатів Європи у 2001 році саме команда 16-річних функціонувала як одна з основних юнацьких збірних і боролася за право участі у відповідній континентальній юнацькій першості з футболу, а до 1991 року — і на чемпіонаті світу U-16.

## Виступи на міжнародних турнірах

### Чемпіонат світу (U-16)
| Рік    | Раунд              | І                  | В                  | Н                  | П                  | Г+                 | Г-                 |
| ------ | ------------------ | ------------------ | ------------------ | ------------------ | ------------------ | ------------------ | ------------------ |
| 1985   | не кваліфікувалася | не кваліфікувалася | не кваліфікувалася | не кваліфікувалася | не кваліфікувалася | не кваліфікувалася | не кваліфікувалася |
| 1987   | не кваліфікувалася | не кваліфікувалася | не кваліфікувалася | не кваліфікувалася | не кваліфікувалася | не кваліфікувалася | не кваліфікувалася |
| 1989   | не кваліфікувалася | не кваліфікувалася | не кваліфікувалася | не кваліфікувалася | не кваліфікувалася | не кваліфікувалася | не кваліфікувалася |
| Усього | 0/3                | 0                  | 0                  | 0                  | 0                  | 0                  | 0                  |

### Чемпіонат Європи (U-16)
| Рік  | Місце              |
| ---- | ------------------ |
| 1982 | не кваліфікувалася |
| 1984 | не кваліфікувалася |
| 1985 | не кваліфікувалася |
| 1986 | груповий етап      |
| 1987 | груповий етап      |
| 1988 | груповий етап      |
| 1989 | груповий етап      |
| 1990 | не кваліфікувалася |
| 1991 | груповий етап      |
| 1992 | не кваліфікувалася |
| 1993 | не кваліфікувалася |
| 1994 | 4-е місце          |
| 1995 | груповий етап      |
| 1996 | груповий етап      |
| 1997 | 2-е місце          |
| 1998 | не кваліфікувалася |
| 1999 | не кваліфікувалася |
| 2000 | не кваліфікувалася |
| 2001 | не кваліфікувалася |